# Most Karla Burky
Most Karla Burky se nachází mezi hlavními částmi souměstí Sedlec-Prčice v okrese Příbram (před rokem 2006 město náleželo do okresu Benešov) ve Středočeském kraji. Empírový most se sochami sv. Floriána a sv. Jana Nepomuckého z dílny Ignáce Michala Platzera je zapsán na Ústředním seznamu kulturních památek. Most je zároveň součástí městské památkové zóny Sedlec-Prčice, která byla vyhlášena v roce 1992 a je zapsána v Ústředním seznamu kulturních památek ČR pod číslem 2113.

## Historie
Prčici koupil 30. listopadu 1725 od Jana Václava Vchynského ze Vchynic rytíř Jan Vít Malovec z Malovic na Vojkově a Proseči za více než 20 000 zlatých. Po smrti posledního mužského potomka rodu se dědičkou rozsáhlého prčického panství stala Johana Malovcová, rozená Olivová, vdova po Janu Hynkovi Malovcovi.

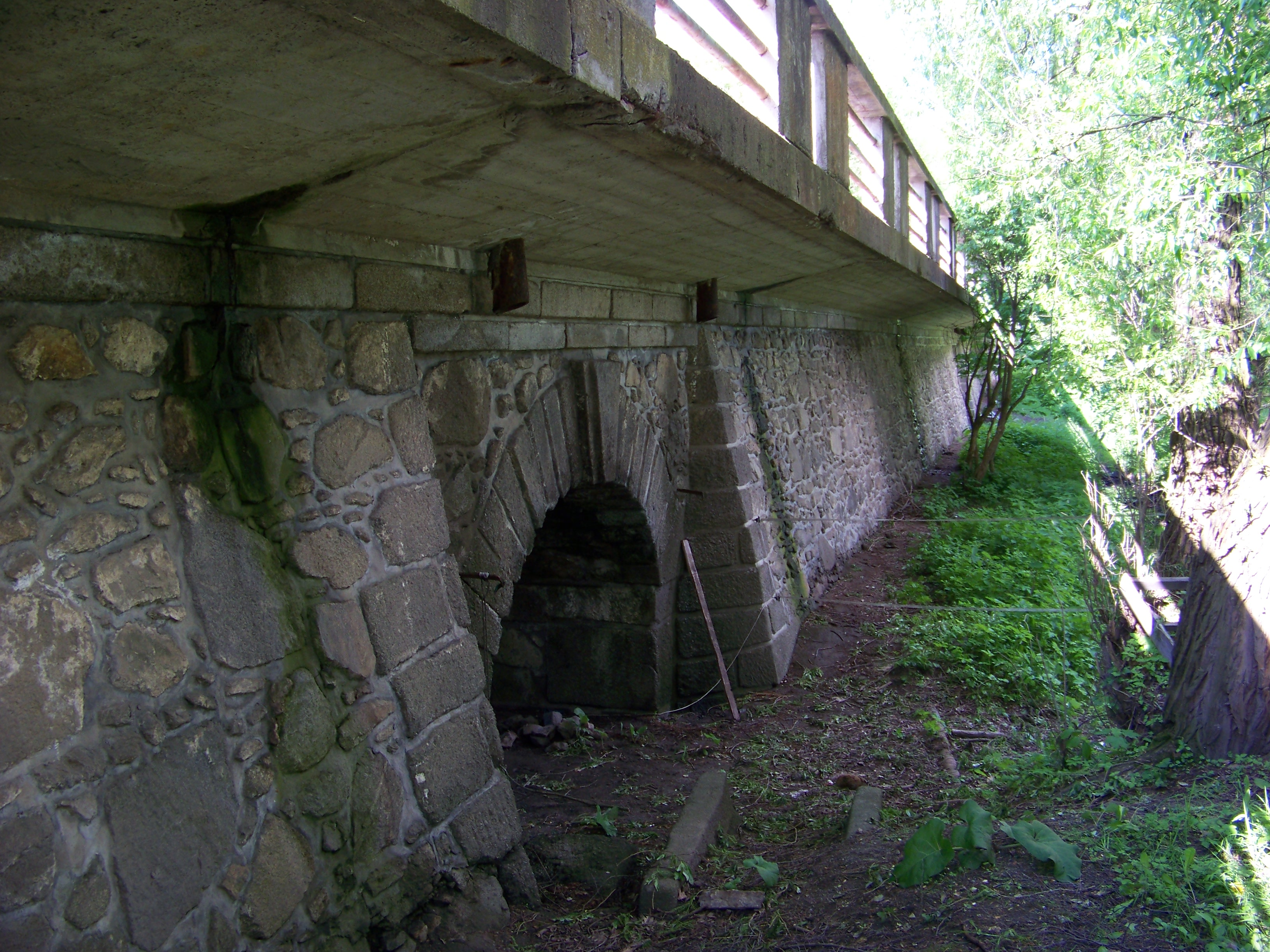
Detail zděné hráze

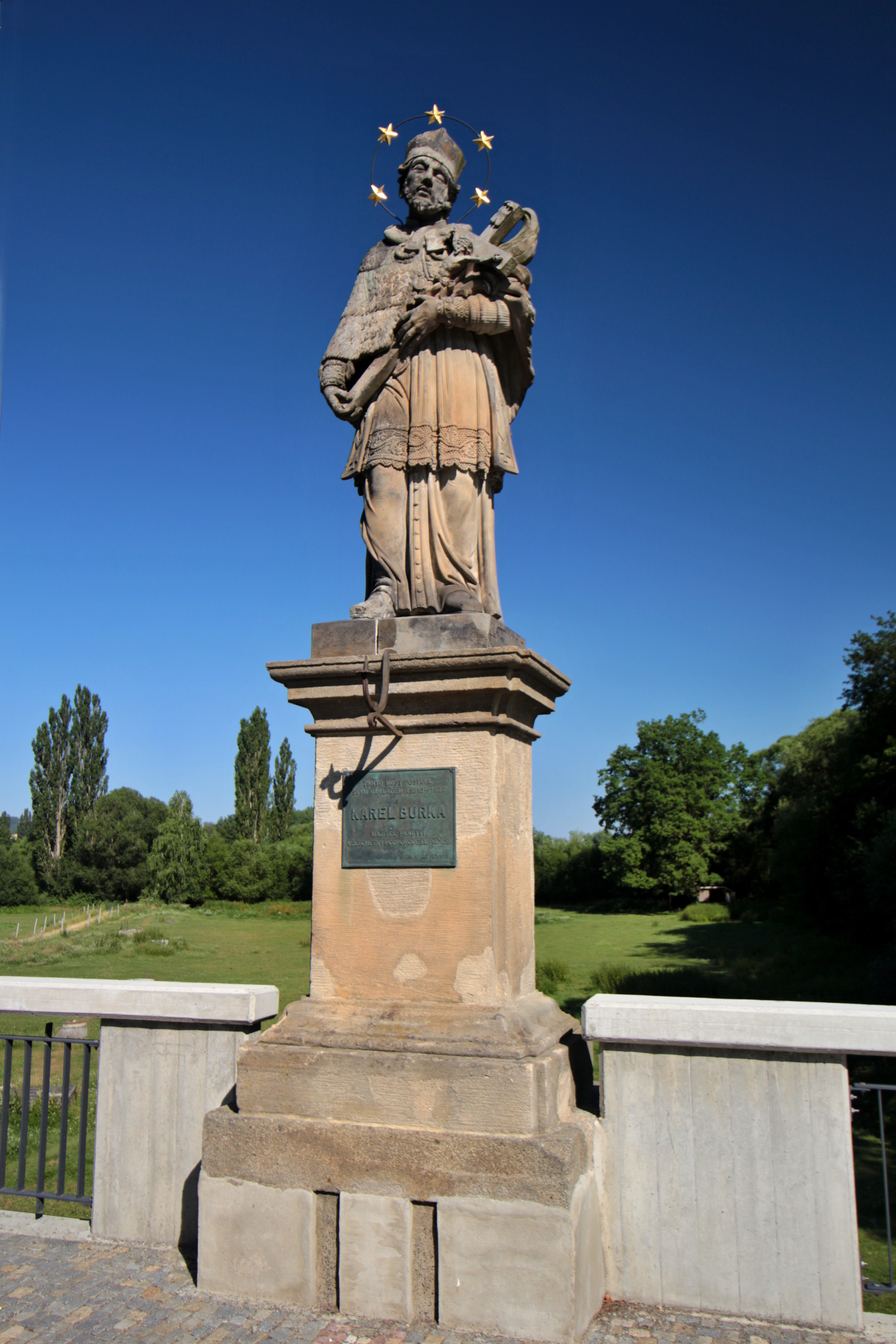
Socha sv. Jana Nepomuckého na mostě

Výstavba mostu v místech, kde až do počátku 19. století bývala jen bažinatá louka kolem Sedleckého potoka a značně neschůdná cesta, je spojená se jménem bohatého pražského měšťana Karla Burky, který se s vdovou Johanou Malovcovou oženil. Karel Burka se pustil do rozsáhlého zvelebování svého nového sídla. Investoval značné prostředky nejen do oprav zámku, zřízení anglického parku u tohoto sídla a také do výzdoby kostela, ale i do různých obecně prospěšných staveb, jako byla výstavba vodovodu a kašny na náměstí a v neposlední řadě i stavba kamenného mostu.
Základní kámen mostu byl slavnostně položen v roce 1815 za účasti hejtmana Berounského kraje, jehož součástí bylo i prčické panství. Výstavba mostu trvala osm let. Ačkoli stavbu prováděli převážně místní poddaní v rámci svých povinností, celkové náklady na vybudování mostu nakonec dosáhly 60 000 zlatých vídeňské měny, což byla značně vysoká částka.
Nakonec se ukázalo, že Karel Burka  přecenil své finanční možnosti a upadl do dluhů. V roce 1830 byly Burkovi zabaveny statky Prčice a Uhřice a na zbývající majetek rodiny Malovců byla uvalena nucena správa. Karel Burka spolu s manželkou Johanou dožil svůj život v chudobě a jeho někdejší velkorysé plány připomíná jen jméno kamenného mostu.
V roce 2017 proběhla celková rekonstrukce mostu mezi Sedlcem a Prčicí, jejíž příprava trvala dva roky a samotná doba opravy byla plánována na devět měsíců. Rekonstrukci provázela rozsáhlá dopravní omezení.

## Popis stavby
Most mezi Sedlcem a Prčicí plní v terénu stejnou funkci jako spojovník mezi jmény těchto dvou sídel, neboť bez něj by spojení mezi nimi bylo velmi obtížné a z pohledu současných nároků na silniční dopravu prakticky nemožné. Mohutná stavba z lomového kamene je 200 metrů dlouhá a 10 metrů široká. Jádrem mostu je zděná hráz se třemi klenutými oblouky, umožňujícími průtok vody. Základy mostu v bažinatém terénu byly vybudovány na pilotech, na jejichž výrobu padly téměř všechny duby z obory v nedalekých Uhřicích.

### Sochy světců
Pískovcové sochy sv. Floriána a sv. Jana Nepomuckého v nadživotní velikosti zhotovil v roce 1819 Ignác Michal Platzer, syn známého barokního tvůrce Ignáce Františka Platzera. V době po první světové válce, kdy byly ničeny některé sochy světců, byla postižena i socha sv. Jana Nepomuckého z mostu Karla Burky – v roce 1923 soše někdo urazil hlavu a hodil ji do potoka. Platzerovy modely soch, určených pro most mezi Sedlcem a Prčicí, jsou uloženy v Uměleckoprůmyslovém muzeu v Praze.